# 卡爾婁·武爾班尼
卡洛·厄巴尼（義大利語：Carlo Urbani，1956年10月19日—2003年3月29日），又譯烏爾班尼，義大利醫生，是首位留意到SARS是一種全新傳染病的醫生。厄巴尼是無國界醫生義大利分會的會長，亦曾代表無國界醫生領取1999年諾貝爾和平獎。2003年出現SARS症狀後不久病逝。

## 生平
武爾班尼生于義大利卡斯特尔普拉尼奥。
武爾班尼於安科纳大学取得其醫學博士學位。其後，他獲世界衛生組織聘請，派駐越南河內，主要工作為對抗當地的傳染病。
2003年2月，他接獲越南法國醫院的電話，指一名40多歲，曾經前往中國廣東省的美籍華裔商人出現肺炎症狀，並在5日內惡化至需要靠機器呼吸。其後該疾病擴散至全醫院。他留意到這可能是一種新的高度傳染性疾病，並即時通知世界衛生組織，因而迅速觸發了全球公共衛生對策，挽救了無數人的生命。 3月11日，在飛往曼谷出席會議的航班途中，武爾班尼醫生出現了SARS的症狀。3月29日於曼谷病逝，享年46歲。他已婚，並育有三名子女。

## 外部連結
- Donald G. McNeil Jr.: Disease's Pioneer Is Mourned as a Victim（页面存档备份，存于）, The New York Times, April 8, 2003